# Cheyne-Stokes-andning
Cheyne-Stokes-andning är ett onormalt andningsmönster som karaktäriseras av andning med gradvis ökande och minskande tidalvolym och däremellan periodiska andningsuppehåll.
Tillståndet är uppkallat efter två läkare verksamma i Dublin på 1800-talet, John Cheyne och William Stokes, de första att kartlägga fenomenet.
Det orsakas av att hjärnans andningscentrum misslyckas med att snabbt nog balansera halten av syre och koldioxid. Denna andningsstörning kan exempelvis observeras hos patienter drabbade av stroke, skallskador och hjärntumörer. Cheyne–Stokes andning är vanligt vid hjärtsvikt och vid grav sömnapné. Det kan även förekomma under sömn på höga höjder och är ett tydligt tecken på höjdsjuka. Inom den palliativa vården uppstår ofta Cheyne–Stokes andning men anses ej vara ett tecken på att döden snart inträder. Andningen upplevs dock inte sällan som jobbig av anhöriga. Patienter som har kunnat höras efter att denna andningsstörning observerats tycks dock inte uppleva något obehag.
Cheyne–Stokes andning är en vanlig följd av morfinbehandling.